# Theodor von Mohr

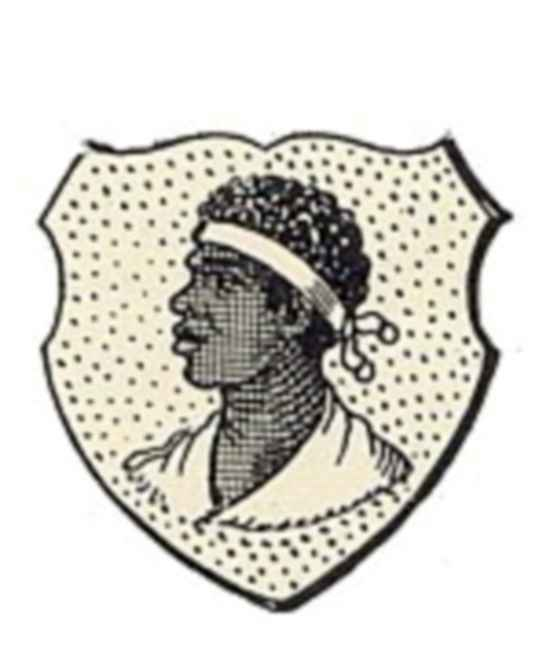
Stammwappen derer von Mohr

Theodor von Mohr (* 4. Mai 1794 in Susch; † 1. Juni 1854 in Chur) war ein Schweizer Historiker, Rechtsanwalt und Politiker.

## Leben
Er stammte aus dem alten, weitverzweigten Graubündner Geschlecht Mohr, aus Zernez. Seine Eltern waren der Pfarrer Jakob Konradin von Mohr (1758–1830), seit 1780 Mitglied des evangelischen Ministeriums und dessen Ehefrau Ursula geb. von Mohr, der Tochter von Ulrich von Mohr und der Sarah geb. von Planta.
Theodor von Mohr erhielt seine Schulbildung in Bern, besuchte anschliessend die Berner Akademie, an der er sowohl Philosophie als auch Theologie studierte, ohne einen Abschluss zu erlangen. Später studierte er Rechtswissenschaft, ab 1824 war er als Rechtsanwalt in Chur zugelassen. Zuvor war er Anwalt in Susch und zugleich hatte er auf Anregung von Johann Heinrich Pestalozzi eine Knabenschule in seinem Heimatort gegründet und geleitet. Mohr war zudem politisch aktiv. Er war 1821/1822 Mitglied im Grossrat von Graubünden, 1823 Bundesstatthalter des Gotteshausbundes und 1827 sowie 1843 Tagsatzungsabgeordneter. In Chur war er ab 1836 Ratsherr sowie 1842 und 1846 Stadtvogt. Er galt als konservativer Politiker. Mohr wirkte als Redaktor der konservativen Churer Zeitung und betrieb als Autodidakt historische Forschungen, zudem hatte er beamtete Stellen in Chur inne. 

## Werke (Auswahl)
- Codex diplomaticus: Sammlung der Urkunden zur Geschichte Cur-Rätiens und der Republik Graubünden, Hitz, Chur 1848.
- Die Regesten der Archive in der schweizerischen Eidgenossenschaft, 2 Bände, Hitz, Chur 1851–1854.